# 飯田清悦郎
飯田 清悦郎（いいだ せいえつろう、1927年8月22日 - ）は、日本のジャーナリスト。

## 略歴
北海道爾志郡熊石町（現・二海郡八雲町）生まれ。筆名・富岡良介。1953年法政大学社会学部卒、北海道経済新聞、産経新聞経済部記者をへて、フリージャーナリスト。1976年北海道乙部町でブドウ栽培とワイン生産を始めた。

## 著書
- 『金もうけのアイデア 億万長者への最短コース』白桃書房 1960
- 『ビジネス戦争 企業競争の内幕出世競争の内幕』ダイヤモンド社 1965
- 『手形の秘密』1965 (至誠堂新書)
- 『会社倒産』1965 (三一新書)
- 『一流会社の含み資産』1966 (三一新書)
- 『日本の鉄鋼資本』1970 (三一新書)
- 『欲望のコンビナート 地域破壊計画の真相』医事薬業新報社 1971
- 『日米経済交渉 繁栄のメカニズム』1971 三省堂新書
- 『公害の元凶をつく 問われる株式会社』日本経営図書 1972
- 『土地の経済学』1972 中公新書
- 『国土総合開発の経済学』三一書房(三一新書)　1973
- 『株価操作 愚弄される大衆投資家』日新報道 1973
- 『ドキュメント下北開発戦争』現代史出版会 1974
- 『暴利の商法 日本経済をゆるがす』ベストセラーズ 1974
- 『経済パニック図解 危ない日本誰も知らない数字』ベストセラーズ 1975
- 『景気診断術』エフプロ出版 1977
- 『重役の条件』富岡良介 日本経済新聞社 1978
- 『実録大金持ちになる法 日本マネーメーカー列伝』ベストセラーズ 1979　「遊楽部ワイン物語 北海道の原野に独力でワイナリーを建設した記録」講談社文庫
- 『羆の里の赤ワイン ぶどう農園建設の記』日本経済新聞社 1980
- 『ふるさと産業振興作戦』日本経済新聞社 1986

## 論文
- <飯田清悦郎